# هارولد لمب
هارولد آلبرت لمب (به انگلیسی: Harold Albert Lamb) (زادهٔ ۱ سپتامبر ۱۸۹۲ – درگذشتهٔ ۹ آوریل ۱۹۶۲) تاریخ‌دان، رمان‌نویس، داستان‌کوتاه‌نویس و فیلم‌نامه‌نویس آمریکایی بود.

## زندگی‌نامه
لمب در آلپاین نیوجرسی به دنیا آمد. وی پس از تحصیلات دانشگاهی، وارد ارتش شد و چند سالی نیز در جریان جنگ جهانی دوم، در ارتش فعالیت کرد. هارولد لمب علاوه بر زبان انگلیسی، به زبان‌های عربی و چینی نیز مسلط بود و با مسافرت به چین، ایران، روسیه و منطقه خاورمیانه، ماه‌ها در این سرزمین‌ها به تحقیق و مطالعه تاریخی و ادبی پرداخت. وی به دانشمندان، شاعران و سخن سرایان ایران علاقه فراوان داشت و قسمتی از عمر خود را به مطالعه دربارهٔ تاریخ ایران و زندگینامه شعرا و نویسندگان ایران صرف کرد. او عضو انجمن روابط آمریکا و آسیا و اتحادیه نویسندگان آمریکایی و عضو انجمن ملی خاورمیانه بود.
هارولد لمب سرانجام در نهم آوریل ۱۹۶۲ در ۷۰ سالگی درگذشت.

## آثار
- کوروش کبیر
- حکیم عمرخیام
- زندگینامه امیرتیمور
- چنگیزخان
- اسکندر مقدونی
- صلیبی‌ها
- سرکرده قزاق ها
- عروس ایران
- حیرانی و مستی
- نادرشاه افشار